# Центральный научно-исследовательский геологоразведочный институт цветных и благородных металлов
Центральный научно-исследовательский геологоразведочный институт цветных и благородных металлов (ФГБУ ЦНИГРИ) — геологический научный центр СССР и Российской Федерации, организованный в 1935 году (НИГРИ) по разведке запасов золота и благородных металлов.

## Описание
Находится в ведомственном подчинении у:
- Федеральное агентство по недропользованию (Роснедра)
- Министерство природных ресурсов и экологии Российской Федерации

Создан 28 марта 1935 года (как НИГРИ) приказом Главного управления золотоплатиновой промышленности Народного комиссариата тяжёлой промышленности СССР в целях обеспечения выполнения планов золотодобычи в стране.

## История
В марте 1935 года по инициативе начальника «Главзолото» СССР А. П. Серебровского был создан Научно-исследовательский геологоразведочный институт золотой промышленности (НИГРИ) на правах отдела треста «Золоторазведка». Цель — систематическое и всестороннее изучение месторождений золота, научное обоснование направлений поисковых и разведочных работ и детальных исследований по геологии, геофизике и разведке месторождений золота. Первым его директором стал профессор Николай Николаевич Горностаев.
Официальные названия по году переименования или переподчинения:
- 1935 — НИГРИ отдел треста «Золоторазведка» «Главзолото» Наркомтяжпрома СССР
- 1936 — Научно-исследовательский геологоразведочный институт (НИГРИЗолото) треста «Золоторазведка» «Главзолото» Наркомтяжпрома СССР
- 1938 — НИГРИЗолото «Главзолото» Наркомтяжпрома СССР
- 1939 — НИГРИЗолото «Главгеологии» Наркомцветмета СССР
- 1941 — Научно-исследовательский горно-разведочный институт золота (НИГРИЗолото) «Главзолото» Наркомцветмета СССР
- 1946 — НИГРИЗолото Министерства внутренних дел СССР
- 1953 — НИГРИЗолото Министерства металлургии СССР
- 1954 — НИГРИЗолото Министерства цветной металлургии СССР
- 1957 — Центральный научно-исследовательский горно-разведочный институт цветных, редких и благородных металлов (ЦНИГРИ) Госплана РСФСР
- 1958 — ЦНИГРИ «Главгеология» при Совете Министров РСФСР
- 1963 — ЦНИГРИ Государственного геологического комитета СССР
- 1965 — ЦНИГРИ Министерства геологии СССР
- 1972 — Центральный научно-исследовательский геологоразведочный институт цветных и благородных металлов (ЦНИГРИ) Министерства геологии СССР
- 1991 — ЦНИГРИ Государственного комитета РСФСР по геологии и использованию недр (Госкомгеология РСФСР)
- 1992 — ЦНИГРИ Комитета Российской Федерации по геологии и использованию недр (Роскомнедра)
- 1996 — ЦНИГРИ Министерства природных ресурсов Российской Федерации
- 1999 — Федеральное государственное унитарное предприятие «Центральный научно-исследовательский геологоразведочный институт цветных и благородных металлов» (ФГУП ЦНИГРИ), Министерства природных ресурсов РФ
- 2005 — ФГУП ЦНИГРИ Федерального агентства по недропользованию Министерства природных ресурсов РФ
- 2008 — ФГУП ЦНИГРИ Федерального агентства по недропользованию Министерства природных ресурсов и экологии РФ

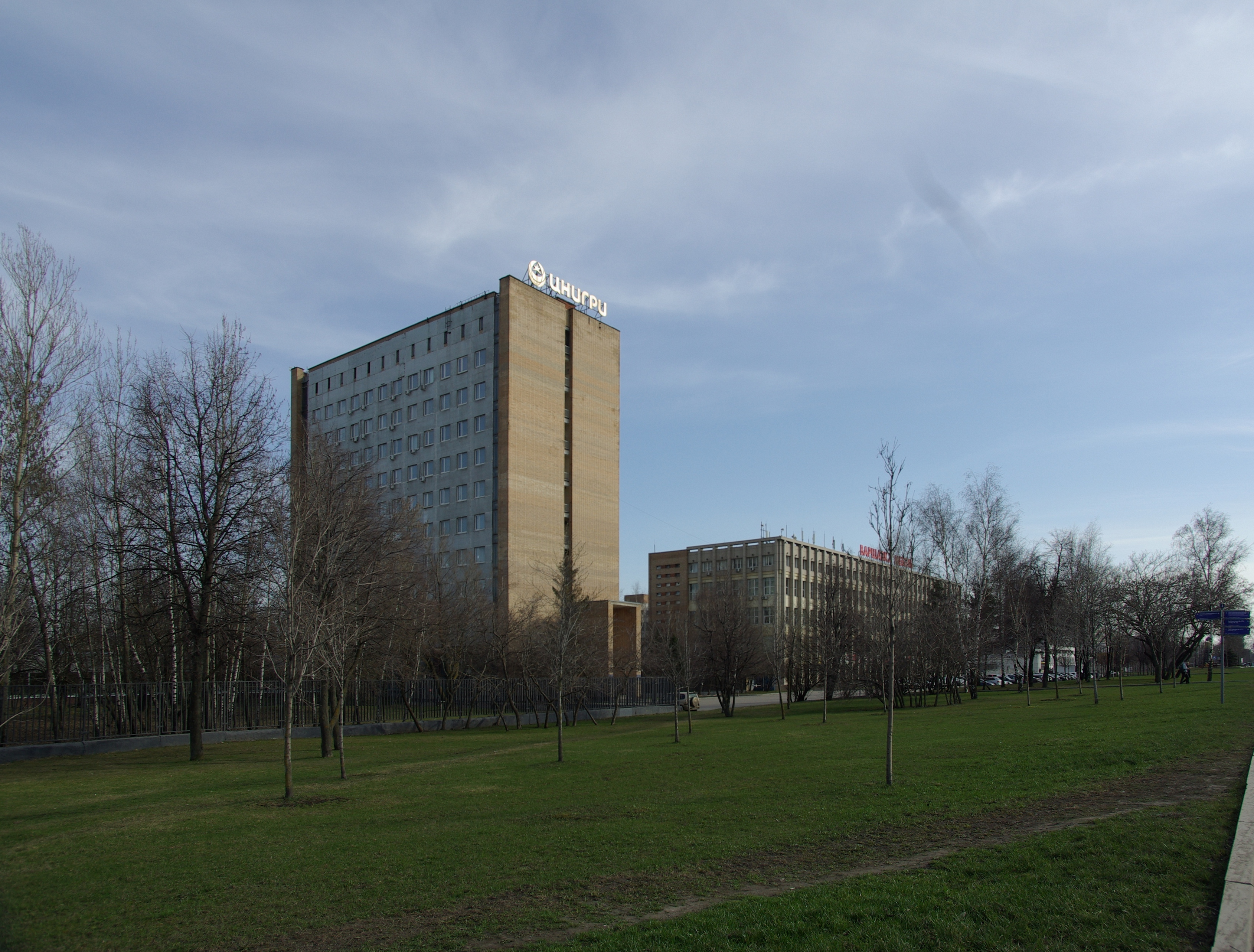
Здание института в Москве на Пражской

- Здание института в Москве на Пражской2018 — Федеральное государственное бюджетное учреждение «Центральный научно-исследовательский геологоразведочный институт цветных и благородных металлов» (ФГБУ ЦНИГРИ), Федерального агентства по недропользованию Министерства природных ресурсов и экологии РФ.

С 1976 года в СССР и РФ было выявлено более 460 месторождений золота. Сотрудники ЦНИГРИ участвовали в оценке и разведке 360 из них; по меди соответственно 307 и 257, по свинцу и цинку —151 и 103, по серебру — 64 и 52.

### Руководство
Директора института по году назначения:
- 1935 — Горностаев, Николай Николаевич
- 1936 — Краукле, Юрий Каспарович
- 1938 — Терновский, Фёдор Михайлович
- 1938 — Дубровский, Ошер Абрамович
- 1940 — Славин, Георгий Капитонович
- 1944 — Спиваков, Яков Наумович
- 1951 — Савари, Евгений Андреевич
- 1964 — Рожков, Иван Сергеевич
- 1971 — Савари, Евгений Андреевич
- 1972 — Иванкин, Пётр Филиппович
- 1980 — Нарсеев, Валерий Александрович
- 1989 — Мигачёв, Игорь Фёдорович
- 2012 — Михайлов, Борис Константинович
- 2015 — Иванов, Анатолий Иннокентьевич
- 2018 — Черных, Александр Иванович

## Известные сотрудники
Среди сотрудников института 18 лауреатов Государственной премии, 25 лауреатов премии Совмина СССР и Правительства Российской Федерации, 10 лауреатов премии Мингео СССР, 15 первооткрывателей месторождений, 11 заслуженных деятелей науки и заслуженных геологов России, 35 почетных разведчиков недр, 159 отличников разведки недр, 23 действительных члена и члена-корреспондента российских общественных академий, 10 членов международных ассоциаций и зарубежных геологических обществ. 49 человек награждены орденами и медалями, среди них:
- Беневольский, Борис Игоревич (род. 1936) — лауреат премии Правительства РФ в области науки и техники (2008), Заслуженный деятель науки РФ (2001)[8].
- Вартанян, Сергей Серопович (род. 1947) — лауреат премии Правительства РФ в области науки и техники (2008), Заслуженный геолог РФ (2007)[9].
- Годлевский, Михаил Николаевич (1902—1984) — минералог, геолог, занимался теорией рудообразования, исследованием медно-никелевых месторождений.
- Иванкин Петр Филиппович (1918—1979) — геолог-рудник, директор ЦНИГРИ (1972—1979)[10].
- Кривцов Анатолий Иванович (1933—2010) — д. геол.-минер. наук, профессор, заслуженный деятель науки РСФСР, лауреат Государственной премии СССР. Зам. директора ЦНИГРИ по научной работе (1981—1984 и с 1991)[11][12] .
- Курбанов, Абдусамад Шахбанович  (1900—1999) — д. геол.-минер. наук, профессор, заслуженный геолог РСФСР, инженер-полковник. Зам. директора НИГРИЗолото (1937-1948). Заслуженный деятель науки РСФСР.
- Рожков Иван Сергеевич (1908—1971) — советский геолог, член-корреспондент Академии наук СССР, директор ЦНИГРИ (12.1964-06.1971), руководил разработкой первой в СССР металлогенической карты золотоносности и платиноносности[13].
- Тарковский Андрей Арсеньевич (1932—1986) — советский кинорежиссёр и сценарист, работал коллектором (1953-54 гг.). Народный артист РСФСР.[источник не указан 1678 дней]
- Шер, Сергей Дмитриевич  (1918-1990) — доктор геолого-минералогических наук, первооткрыватель золоторудных месторождений, заведующий лабораторией